# Pablo de Pedro
Pablo de Pedro García (* 9. November 1980) ist ein spanischer Radrennfahrer.

## Karriere
Im Jahr 2002 gewann Pablo De Pedro eine Etappe bei der Portugal-Rundfahrt für Nachwuchsfahrer und konnte so auch die Gesamtwertung für sich entscheiden. Außerdem konnte er eine Etappe bei der Kuba-Rundfahrt für sich entscheiden und wurde auch einmal Etappenzweiter. Im nächsten Jahr fuhr er dann für das portugiesische Radsportteam Barbot-Torrie. Aufgrund mangelnden Erfolges fand er für die folgenden Jahre keine Mannschaft. Von 2006 bis 2007 fuhr er für das spanische Continental Team Grupo Nicolas Mateos. 2008 und 2009 fuhr er für Centro Ciclismo de Loulé und gewann die Gesamtwertung und eine Etappe der Volta da Ascension. Nach der Saison 2009 beendete er seine Laufbahn.

## Erfolge
2002
- eine Etappe Vuelta a Cuba

2008
- Gesamtwertung und eine Etappe Volta da Ascension

## Teams
- 2003 Barbot-Torrie
- 2004 Beppi-Ovarense

- 2006 Grupo Nicolas Mateos
- 2007 Grupo Nicolas Mateos
- 2008 Centro Ciclismo de Loulé (ab 20.07.)
- 2009 Centro Ciclismo de Loulé-Louletano